# Suharto
Suharto (n. 8 iunie 1921, d. 27 ianuarie 2008) a fost un lider militar și politic indonezian, cunoscut drept al doilea președinte al Indoneziei, între anii 1967 - 1998.
În timpul Revoluției Naționale Indoneziene (războiul de independență națională) a fost ofițer. În 1967 a preluat puterea de la predecesorul său, primul președinte al Indoneziei, Sukarno, în urma unor evenimente care au inclus atât manevrele politice cât și forța.
În timpul celor peste 30 de ani de guvernare Suharto a creat un guvern centralizat și a condus în stil militarist. Prin abilitatea sa de a asigura stabilitatea și prin atitudinea sa anticomunistă, în timpul războiului rece și-a asigurat susținerea economică și diplomatică a unor guverne din vest.
A fost acuzat de persecutarea și moartea a milioane de comuniști indonezieni și chino-indonezieni.
A fost considerat o persoană foarte coruptă.
În 1998 a trebuit să renunțe la putere în urma unor demonstrații în masă, cunoscute drept Revoluția indoneziană din 1998.
În ultima parte a vieții a suferit de insuficiență cardiacă.